# Slag bij South Mountain
De Slag bij South Mountain vond plaats op 14 september 1862 in bij South Mountain, Maryland tijdens de Amerikaanse Burgeroorlog. Deze slag is ook bekend als de Slag bij Boonsboro Gap en bestaat uit drie confrontaties bij Crampton’s Gap, Turner’s Gap en Fox’ Gap. Generaal-majoor George B. McClellan moest de Zuidelijke verdediging van de passen doorbreken om de confrontatie met het Army of Northern Virginia van generaal Robert E. Lee te kunnen aangaan. Ondanks de Noordelijke overmacht slaagden de Zuidelijken erin om de vijand een dag te vertragen voor ze zich terug trokken.

## Achtergrond
South Mountain is een bergrug die de verderzetting is van de Blue Ridge Mountains in Maryland. Het is een natuurlijke barrière tussen de Hagerstownvallei en de Cumberlandvallei enerzijds en Maryland anderzijds.
Nadat Lee Maryland was binnengetrokken was een kopie van order 191 in vijandelijke handen gevallen. Daar stonden alle troepenbewegingen in vermeld. McClellan vernam dat Lee zijn leger had gesplitst. Hij hoopte dan ook dat hij een deel van het leger kon verslaan voor het ander deel opnieuw aansluiting had gezocht. Om Lee te bereiken moest McClellan over de passen van South Mountain geraken. Toen Lee vernam dat zijn plannen in vijandelijke handen waren gevallen, stuurde hij met spoed versterkingen naar de passen om de Noordelijke opmars te vertragen.
McClellan deelde zijn leger tijdelijk in drie vleugels om de passen aan te vallen. De rechtervleugel stond onder leiding van generaal-majoor Ambrose Burnside en bestond uit het I Corps (generaal-majoor Joseph Hooker) en het IX Corps (generaal-majoor Jesse L. Reno). Deze vleugel werd naar Turner’s Gap en Fox’ Gap gestuurd in het noorden. De linkervleugel werd samengesteld uit het Darius N. Couchs divisie van het IV Corps en het VI Corps van generaal-majoor William B. Franklin die eveneens bevelhebber was van deze vleugel. Ze werden naar de zuidelijke Crampton’s Gap gestuurd. De centrale vleugel onder leiding van generaal-majoor Edwin V. Sumner bestaande uit het II Corps en het XII Corps werd in reserve gehouden.

## De veldslagen

### DeCrampton's Gap
Crampton’s Gap, het meest zuidelijke van de passen gelegen bij Burkittsville, werd verdedigd door Zuidelijke cavalerie en een deel van generaal-majoor Lafayette McLaws’ divisie. McLaws wist niet dat er 12.000 Noordelijken in aantocht waren. Hij had slechts 500 soldaten onder leiding van kolonel William A. Parham langs een stenen muur opgesteld aan de oostelijke voet van de pas. Franklin deed er drie uur over om zijn troepen op te stellen. Een Zuidelijke soldaat schreef hierover: " Het was alsof een leeuw zeer zorgvuldige voorbereidingen trof om een muis aan te vallen." Franklin stelde de divisies van generaal-majoor Henry W. Slocum op de rechterflank op terwijl hij de divisies van generaal William F. "Baldy" Smith op zijn linkerflank plaatste. Ze veroverden de pas en namen 400 Zuidelijken gevangen. De meesten waren late versterkingen van brigadegeneraal Howell Cobbs brigade.

### Turner's Gap
De Zuidelijke generaal-majoor Daniel H. Hill stelde 5.000 soldaten op om Turner’s Gape en Fox’ Gap te verdedigen. Burnside stuurde Hookers I Corps naar Turner’s Gap. De Noordelijke Iron Brigade viel kolonel Alfred H. Colquitts brigade aan langs de National Road. De Zuidelijken moesten terrein prijsgeven maar gaven de pas niet vrij. Hooker stelde drie divisies op langs twee heuvels op ongeveer 1,5 km ten noorden van de pas. De Alabama brigade van brigadegeneraal Robert E. Rhodes moest zich terugtrekken uit hun geïsoleerde positie ondanks de versterkingen van brigadegeneraal David R. Joness divisie en Nathan G. Evans’ brigade. De invallende duisternis en het moeilijk begaanbaar terrein voorkwamen de ineenstorting van de Zuidelijke linie.

### Fox's Gap
Net ten zuiden van Turner’s Gap verdedigde Thomas Draytons brigade (Hills divisie) Fox’ Gap tegen Reno’s IX Corps. Om 09.00u stelde brigadegeneraal Jacob D. Cox’ Kanawha Divisie het zuidelijke uiteinde van de pas veilig. Tijdens de aanval raakte luitenant-kolonel Rutherford B. Hayes van de 23rd Ohio gewond tijdens een flankaanval. Cox brak door de linies van de North Carolinians die zich achter een stenen muur hadden verschanst. Door uitputting kon hij zijn winst niet uitbuiten. Zuidelijke versterkingen werden rond de Daniel Wise boerderij opgesteld in de pas. Reno stuurde de rest van zijn korps naar voren. Ze slaagden er evenwel niet in de vijand te verdrijven door de aankomst van brigadegeneraal John Bell Hoods soldaten. Zowel generaal-majoor Jesse Reno en de Zuidelijke brigadegeneraal Samuel Garland, Jr. sneuvelden in Fox ‘Gap.

## Gevolgen
Tegen de avond was de positie van Lee zeer moeilijk geworden. Crampton’s Gap was in Noordelijke handen en de stellingen bij Fox’ en Turner’s Gap ging aan een zijden draadje. Lee trok zijn soldaten terug van de passen bij South Mountain. McClellan kon nu het Army of Northern Virginia vernietigen. De Noordelijke verloren 2.325 soldaten waarvan 443 gesneuvelden, 1.807 gewonden en 75 vermisten. De Zuidelijken hadden 325 gesneuvelden, 1.560 gewonden en 800 vermisten verloren. De Slag bij South Mountain was een morele opkikker voor het Army of the Potomac. Lee dacht erover na om de veldtocht op te geven. Na de val van Harpers Ferry op 15 september mede door de inactiviteit van McClellan slaagde Lee erin om zijn divisies te concentreren bij Sharpsburg wat zou leiden tot de Slag bij Antietam.